# Protapanteles femoratus
Protapanteles femoratus är en stekelart som först beskrevs av William Harris Ashmead 1906.  Protapanteles femoratus ingår i släktet Protapanteles och familjen bracksteklar. Inga underarter finns listade i Catalogue of Life.